# Roswell Rudd/Diskografie

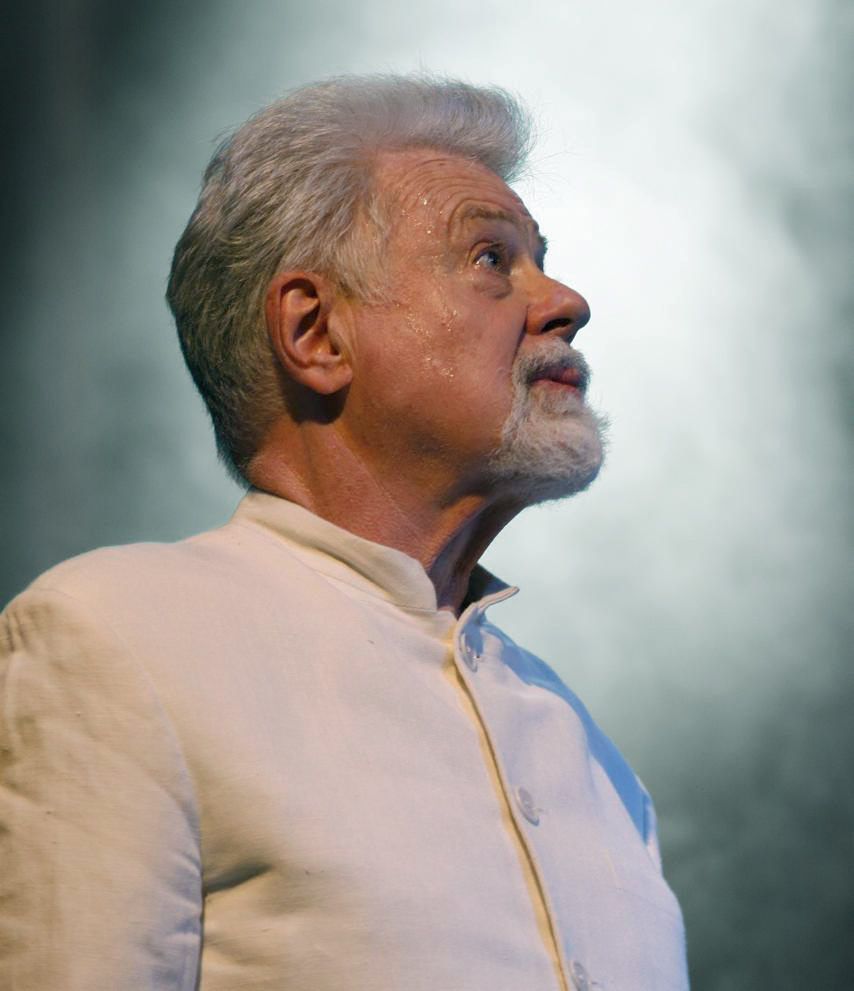
Roswell Rudd, Deutsches Jazzfestival (2006)

Diese Diskografie ist eine Übersicht über die veröffentlichten Tonträger des Jazzmusikers Roswell Rudd. Sie umfasst seine Alben unter eigenem Namen (Abschnitt 1), kollaborative Bandprojekte (Abschnitt 2), Kompilationen (Abschnitt 3) und seine Mitwirkungen als (Gast)solist bei weiteren Produktionen (Abschnitt 4). Nach Angaben des Diskografen Tom Lord war er zwischen 1955 und 2014 an 153 Aufnahmesessions beteiligt.

## Alben unter eigenem Namen
Dieser Abschnitt listet die von Roswell Rudd veröffentlichten LPs und CDs chronologisch nach Aufnahmejahr.
| Album                                                    | Musiklabel       | rec     | VÖ    | Anmerkungen |
| -------------------------------------------------------- | ---------------- | ------- | ----- | --- |
| Roswell Rudd                                             | America          | 1965    | 1971  | Roswell Rudd mit John Tchicai, Finn von Eyben, Louis Moholo. |
| Everywhere                                               | Impulse          | 1966    | 1967  | Roswell Rudd mit Robin Kenyatta, Giuseppi Logan, Lewis Worrell, Charlie Haden, Beaver Harris |
| Numatik Swing Band                                       | JCOA             | 1971    | 1973  | Roswell Rudd and The Jazz Composer’s Orchestra, mit Michael Krasnov, Mike Lawrence, Enrico Rava, Charles Sullivan, Art Baron, Gary Brocks, Janet Donaruma, Sharon Freeman, Jeffrey Schlegel, Howard Johnson, Bob Stewart, Mike Bresler, Martin Alter, Carlos Ward, Dewey Redman, Charles Davis, Perry Robinson, Hod O’Brien, Charlie Haden, Sirone, Beaver Harris, Lou Grassi, Sue Evans, Danny Johnson, Sheila Jordan |
| Flexible Flyer                                           | Arista           | 1974    | 1975  | Roswell Rudd (tb,fhr,vcl), Hod O’Brien, Arild Andersen, Barry Altschul, Sheila Jordan |
| Inside Job                                               | Arista           | 1976    | 1976  | mit Enrico Rava, Dave Burrell, Stafford James, Harold White (dr) |
| The Definitive Roswell Rudd                              | Horo             | 1979    | 1979  | Roswell Rudd (tb, p, kb, dr, voc) solo; Ralph Romanelli (Stimme in You Don’t See My Face und Keep Your Heart Right) |
| The Unheard Herbie Nichols, Vol. 2                       | CIMP             | 1996    | 1997  | Roswell Rudd Trio mit Greg Millar (g,perc), John Bacon, Jr. (d,vib), ferner Kimmy Hutton, Marc D. Rusch (perc) Robert D. Rusch (perc,voice), Ryan D. Rusch, Susan Rusch (perc) |
| The Unheard Herbie Nichols, Vol. 1                       | CIMP             | 1996    | 1997  | Roswell Rudd Trio mit Greg Millar, John Bacon, Jr. |
| Broad Strokes                                            | Knitting Factory | 1999    | 2000  | Roswell Rudd mit Steve Swell, Josh Roseman, Ron Finck (as,cl,fl), Harvey Kaiser (bar,ts,sop,cl), Matthew Finck (git), Bill Dotts (el-b), Ken Filiano, Lou Grassi, Carlos Gomez (perc), Steve Riddick (vcl) sowie Sheila Jordan, Thurston Moore, Jean-Jacques Avenel, John Betsch und weitere |
| Roswell Rudd & Yomo Toro with Bobby Sanabria & Ascension | Sunnyside        | 2002–06 | 2007? | Bigband, u. a. mit George Cables, Gene Jefferson |
| Blue Mongol                                              | Sunnyside        | 2004    | 2005  | Roswell Rudd & The Mongolian Buryat Band |
| Trombone Tribe                                           | Sunnyside        | 2003–08 | 2009? | Rudd mit Sex Mob (Steven Bernstein, Doug Wieselman, Briggan Krauss, Marcus Rojas, Tony Scherr, Kenny Wollesen; 2003), der Gangbé Brass Band of Benin (2007), mit Wycliffe Gordon, Eddie Bert, Ray Anderson, Sam Burtis, Josh Roseman, Barry Altschul (2008), mit Bonerama (2008) und Steve Swell, Deborah Weisz, Henry Grimes, Bob Stewart, Barry Altschul                                                             |
| Roswell Rudd with Gangbé Brass Band of Benin             | Sunnyside        | 2007    | 2008  | mit Magloire Ahouandjinou, Eric Yovogan (tp), Roswell Rudd, Martial Ahouandjinou (tb), Lucien Gbaguidi (sax), James Vodounnon (tu), Benoit Avihoue, Crespin Kpitiki (perc) |
| Keep Your Heart Right                                    | Sunnyside        | 2007    | 2008  | Roswell Rudd Quartet mit Lafayette Harris, Brad Jones, Sunny Kim (vcl) |
| A Side Singles                                           | Soundscape       | 2008    | 2009? | Roswell Rudd, Michael Doucet (vln), mit der Cajunband Beausoleil und Emily Haines (vcl) |
| The Incredible Honk                                      | Sunnyside        | 2008–10 | 2011  | u. a. mit John Lindberg, Ken Filiano, David Oquendo, Jimmy Breaux, David Doucet, Aaron Comess, Tommy Alesi, Mitchell Reed, Richard Hammond, Arne Wendt, Lafayette Harris, Ivan Rubenstein-Gillis |
| Trombone for Lovers                                      | Sunnyside        | 2013    | 2013  | u. a. mit Steven Bernstein, John Medeski, Dennis Nelson (p), Bob Dorough, Gary Lucas, Ira Coleman (b), Fay Victor, Jana Ballard (cond,dir) |
| Live                                                     | Dot Time Records | 2002-04 | 2021  | Roswell Rudd & Duck Baker |

## Kollaborative Bandprojekte
| Album                                                        | Musiker/Bandprojekt                                                                     | Musiklabel           | rec     | VÖ    | Anmerkungen |
| ------------------------------------------------------------ | --------------------------------------------------------------------------------------- | -------------------- | ------- | ----- | --- |
| Early and Late                                               | Steve Lacy/Roswell Rudd Quartet                                                         | Cuneiform            | 1962    | ?     | Roswell Rudd, Steve Lacy, Bob Cunningham, Denis Charles (1962) bzw. Roswell Rudd, Steve Lacy, Jean-Jacques Avenel, John Betsch (1999)                                                                      |
| Schooldays – A 1963 Live Session Released for the First Time | Steve Lacy/Roswell Rudd Quartet                                                         | Emanem               | 1963    | 1975  | Roswell Rudd, Steve Lacy, Henry Grimes, Denis Charles |
| New York Eye and Ear Control                                 | New York Eye And Ear Control                                                            | ESP-Disk             | 1964    | 1965? | Don Cherry, Roswell Rudd, John Tchicai, Albert Ayler, Michael Snow, Gary Peacock, Sunny Murray |
| New York Art Quartet 1964–1965: Call It Art                  | New York Art Quartet                                                                    | Triple Point         | 1964    | 2013  | Roswell Rudd, John Tchicai, Lewis Worrell, J. C. Moses bzw. Milford Graves sowie Alan Shorter |
| New York Art Quartet                                         | New York Art Quartet                                                                    | ESP-Disk             | 1964    | 1965  | Roswell Rudd, John Tchicai, Lewis Worrell, Milford Graves, Leroi Jones |
| Mohawk                                                       | New York Art Quartet                                                                    | Fontana Records      | 1965    | 1965  | Roswell Rudd, John Tchicai, Reggie Workman, Milford Graves |
| Old Stuff                                                    | New York Art Quartet                                                                    | Cuneiform            | 1965    | 2010  | Roswell Rudd, John Tchicai, Finn von Eyben, Louis Moholo (Mitschnitte aus Kopenhagen) |
| Trickles                                                     | Steve Lacy, Roswell Rudd, Kent Carter, Beaver Harris                                    | Black Saint          | 1976    | 1976  | |
| Blown-bone                                                   | Roswell Rudd – Steve Lacy – Sheila Jordan                                               | Philips              | 1976    | 1979  | Rudd, Kenny Davern, Steve Lacy, Tyrone Washington, Patti Bown, Louisiana Red, Wilbur Little, Paul Motian, Jordan Steckel bzw. Rudd mit Enrico Rava, Steve Lacy, Wilbur Little, Paul Motian, Sheila Jordan. |
| Maine                                                        | Hans Dulfer / Roswell Rudd / Arjen Gorter / Martin van Duynhoven                        | BV Haast             | 1976    | 1977  | |
| Sharing                                                      | Roswell Rudd – Giorgio Gaslini Duo                                                      | Dischi della Quercia | 1978    | 1978  | |
| Regeneration                                                 | Roswell Rudd/Steve Lacy/Misha Mengelberg/Kent Carter/Han Bennink                        | Soul Note            | 1982    | 1983  | |
| Woyzeck’s Death                                              | Allen Lowe – Roswell Rudd                                                               | enja                 | 1994    | 1995  | mit Randy Sandke, Ben Goldberg, Andy Shapiro (p,synt), Jeff Fuller (kb), Ray Kaczynski (dr) |
| Rumours of an Incident                                       | Elton Dean Quartet/Roswell Rudd                                                         | Slam                 | 1996    | 1997  | Roswell Rudd, Elton Dean, Alex Maguire, Marcio Mattos, Mark Sanders |
| Bladik                                                       | Elton Dean/Paul Dunmall/Tony Levin/Paul Rogers/Roswell Rudd/Keith Tippett               | Cuneiform            | 1996    | 1997  | |
| Four                                                         | Ab Baars Trio & Roswell Rudd                                                            | DATA                 | 1998    | 2001  | Roswell Rudd, Ab Baars, Wilbert de Joode, Martin van Duynhoven |
| The Roswell Incident                                         | Glen Hall and OutSource with Roswell Rudd                                               | Leo                  | 1999    | 2001  | Roswell Rudd, Glen Hall, Allan Molnar, Michael Occhipinti, Michael Morse (kb), Barry Romberg (dr) |
| 35th Reunion                                                 | New York Art Quartet                                                                    | DIW                  | 1999    | 2000  | Roswell Rudd, John Tchicai, Reggie Workman, Milford Graves, Amiri Baraka |
| Monk’s Dream                                                 | Steve Lacy/Roswell Rudd                                                                 | Verve                | 1999    | 1999  | Roswell Rudd, Steve Lacy, Jean-Jacques Avenel, John Betsch, Irène Aebi |
| Eventuality                                                  | Charlie Kohlhase Quintet/Roswell Rudd                                                   | Nada                 | 2000    | 2000  | mit John Carlson (tp) Roswell Rudd, Matt Langley, John Turner (b), Johnny McLellan (dr) |
| MaliCool                                                     | Roswell Rudd/Toumani Diabate                                                            | Sunnyside            | 2000    | 2001? | mit Roswell Rudd, Toumani Diabate (kora), Lassana Diabate (balophone), Basseko Kouyate (ngone), Sayon Sissoko (git), Henry Schroy (kb), Sekou Diabate (djembe), Mamadou Kouyate, Dala Diabate (vcl)        |
| Live in New York                                             | Archie Shepp & Roswell Rudd                                                             | Verve                | 2000    | 2001  | Roswell Rudd, Grachan Moncur III, Archie Shepp, Reggie Workman, Andrew Cyrille |
| Airwalkers                                                   | Roswell Rudd/Mark Dresser                                                               | Clean Feed           | 2004    | 2006  | |
| Double Exposure                                              | Riccardo Fassi/Roswell Rudd Quartet                                                     | Wide Sound           | 2006    | 2007? | mit Paolino Dalla Porta (kb), Massimo Manzi (dr) |
| El Espíritu Jíbaro                                           | Roswell Rudd & Yomo Toro                                                                | Sunnyside            | 2002–06 | 2007  | |
| Keeping the Hussies at Bay                                   | Roswell Rudd & Michel Doucet with Beausoleil                                            | Soundscape           | ?       | 2008  | |
| C’etait dans la Nuit                                         | Roswell Rudd / Michel Doucet / Emily Haines                                             | Soundscape           | ?       | 2008  | |
| The Light                                                    | The Second Approach Trio with Roswell Rudd                                              | Solyd                | 2007    | 2009  | Roswell Rudd, Andrei Razin (p,perc,vcl), Igor Ivanushkin (b,perc), Tatyana Komova (vcl,perc) |
| Strength & Power                                             | Roswell Rudd/Jamie Saft/Trevor Dunn/Balázs Pándi                                        | Rare Noise           | 2014    | 2016  | |
| August Love Song                                             | Roswell Rudd, Heather Masse                                                             | Red House            | ?       | 2016  | mit Mark Helias, Rolf Sturm |
| Embrace                                                      | Roswell Rudd, Fay Victor, Lafayette Harris, Ken Filiano                                 | RareNoise Records    | 2016?   | 2017  | |
| Ceremonial Healing                                           | Marshall Allen, Danny Ray Thompson, Jamie Saft, Trevor Dunn, Balázs Pándi, Roswell Rudd | RareNoise Records    | ?       | 2019  | – |

## Kompilationen
| Album                                                   | Musiker/Bandprojekt                         | Musiklabel  | rec  | VÖ   | Anmerkungen |
| ------------------------------------------------------- | ------------------------------------------- | ----------- | ---- | ---- | --- |
| Mixed                                                   | The Cecil Taylor Unit / Roswell Rudd Sextet | Impulse     | 1963 | 1998 | Ursprünglich veröffentlicht als Into the Hot und Everywhere (Impulse AS-9126) |
| That’s The Way I Feel Now: A Tribute to Thelonious Monk | V.A.                                        | A&M         | 1984 | 1985 | Rudd in „In Walked Budd“, mit Bruce Fowler, Phil Teele (b-tb), Tom Fowler (kb), Chester Thompson |
| Open House                                              | Roswell Rudd                                | Musica Jazz | ?    | 2008 | Die Kompilation enthält Aufnahmen Roswell Rudds als Solist sowie mit Ken Filiano, Ab Baars, Charlie Kohlhase, dem Nexus Orchestra 2001, Steve Lacy/Misha Mengelberg und dem BBC Scottish Symphony Orchestra (Malicool Medley) |

## Alben als Solist bei weiteren Produktionen
| Album                                                    | Künstler                                                                      | Musiklabel        | rec     | Anmerkungen |
| -------------------------------------------------------- | ----------------------------------------------------------------------------- | ----------------- | ------- | --- |
| Eli’s Chosen Six                                         | Eli’s Chosen Six                                                              | Columbia          | 1955    | Rudds erste Aufnahmesessions mit der Dixielandband Eli’s Chosen Six, bestehend aus Lee Lorenz (tp), Roswell Rudd (tb), Pete Williams (cl,sop), Dick Voigt (p), Bobby Morgan (kb), Lyman Drake (dr). |
| Cell Walk for Celeste                                    | Cecil Taylor                                                                  | Candid            | 1961    | mit Archie Shepp, Buell Neidlinger und Denis Charles sowie Clark Terry, Steve Lacy, Charles Davis, Billy Higgins (Rudd nicht auf allen Titeln) |
| Jumpin’ Punkins                                          | Cecil Taylor                                                                  | Victor/Candid     | 1961    | mit Archie Shepp, Buell Neidlinger und Denis Charles sowie Clark Terry, Roswell Rudd, Steve Lacy, Charles Davis, Billy Higgins (Rudd nicht auf allen Titeln) |
| New York City R&B                                        | Buell Neidlinger (oder Cecil Taylor)                                          | Candid/CBS-Sony   | 1961    | Buell Neidlinger/Cecil Taylor mit Clark Terry, Roswell Rudd, Steve Lacy, Archie Shepp, Charles Davis, Billy Higgins |
| Into the Hot                                             | Cecil Taylor Orchestra                                                        | Impulse           | 1961    | mit Ted Curson, Roswell Rudd (in „Pots“), Jimmy Lyons, Archie Shepp, Cecil Taylor, Henry Grimes, Sunny Murray |
| Derailleur: The 1964 Demo Session                        | Archie Shepp                                                                  | Triple Point      | 1964    | mit Roswell Rudd, Steve Lacy, Arthur Harper, Denis Charles |
| Four for Trane                                           | Archie Shepp                                                                  | Impulse!          | 1964    | mit Alan Shorter, Roswell Rudd, John Tchicai, Reggie Workman, Charles Moffett |
| Communication                                            | The Jazz Composer’s Orchestra                                                 | Font              | 1965    | Michael Mantler (cond), Roswell Rudd, Willie Ruff, Steve Lacy, John Tchicai, Jimmy Lyons, Archie Shepp, Fred Pirtle, Paul Bley, Eddie Gomez, Milford Graves, Carla Bley (arr) |
| Live in San Francisco                                    | Archie Shepp                                                                  | Impulse           | 1966    | mit Roswell Rudd, Raphael Donald Garrett, Lewis Worrell, Beaver Harris |
| Mama Too Tight                                           | Archie Shepp                                                                  | Impulse!          | 1966    | mit Tommy Turrentine, Roswell Rudd, Grachan Moncur III, Perry Robinson, Howard Johnson, Charlie Haden, Beaver Harris |
| Until                                                    | Robin Kenyatta                                                                | Vortex            | 1967    | mit Mike Lawrence, Roswell Rudd, Lewis Worrell, Horacee Arnold, Archie Lee (perc) |
| Life [sic] at the Donaueschingen Music Festival          | Archie Shepp                                                                  | Saba/MPS          | 1967    | mit Roswell Rudd, Grachan Moncur III, Jimmy Garrison, Beaver Harris |
| The Jazz Composers’ Orchestra                            | The Jazz Composers’ Orchestra                                                 | JCOA              | 1967    | Michael Mantler (comp,cond), Lloyd Michaels, Steve Furtado, Jimmy Knepper, Jack Jeffers, Bob Northern, Julius Watkins, Howard Johnson, Steve Marcus, Al Gibbons, Frank Wess, Bob Donovan, Lew Tabackin, George Barrow, Charles Davis, Carla Bley, Ron Carter, Eddie Gomez, Charlie Haden, Steve Swallow, Reggie Johnson, Beaver Harris, Larry Coryell, Roswell Rudd, Pharoah Sanders |
| Escalator over the Hill                                  | Carla Bley                                                                    | JCOA              | 1968–71 | |
| Liberation Music Orchestra                               | Charlie Haden                                                                 | Impulse!          | 1969    | |
| Cancion                                                  | Gato Barbieri                                                                 | Flying Dutchman   | 1969    | mit Roswell Rudd, Lonnie Liston Smith (p) Charlie Haden (b) Beaver Harris (d) Richard „Pablo“ Landrum (perc) |
| The New Village on the Left                              | Marcello Melis                                                                | Black Saint       | 1976    | mit Enrico Rava, Roswell Rudd, Famoudou Don Moye, The Rubanu Vocal Quartet (Egidio Muscau, Antonio Buffa, Sebastiano Piras, Nicolo G.) |
| Dinner Music                                             | Carla Bley                                                                    | Watt              | 1976    | mit Michael Mantler, Roswell Rudd, Bob Stewart, Carlos Ward, Richard Tee, Cornell Dupree, Eric Gale, Gordon Edwards, Steve Gadd |
| His Master’s Bones                                       | Gary Windo                                                                    | Cuneiform         | 1976    | Baden-Baden Workshop Band mit Michael Mantler, Roswell Rudd, Albert Mangelsdorff, Bob Stewart, Gary Windo, Urs Leimgruber, Wolfgang Dauner, Carla Bley, Christy Doran, Hugh Hopper, Bo Stief, Aldo Romano, Edward Vesala; weitere Titel des Albums von Gary Windo in anderen Besetzungen.                                                                                            |
| European Tour 1977                                       | Carla Bley                                                                    | Watt              | 1977    | mit Michael Mantler, Roswell Rudd, John Clark, Bob Stewart, Elton Dean, Gary Windo, Terry Adams, Hugh Hopper, Andrew Cyrille |
| Enrico Rava Quartet                                      | Enrico Rava                                                                   | ECM               | 1978    | mit Roswell Rudd, Jean-François Jenny-Clark, Aldo Romano |
| Laboratorio della Quercia                                | Laboratorio della Quercia                                                     | Horo              | 1978    | mit Kenny Wheeler, Alberto Corvini, Enrico Rava, Danilo Terenzi, Roswell Rudd, Evan Parker, Maurizio Giammarco, Steve Lacy, Steve Potts, Eugenio Colombo, Massimo Urbani, Maurizio Giammarco, Tommaso Vittorini, Frederic Rzewski, Martin Joseph, Tristan Honsinger, Irène Aebi, Kent Carter, Roberto Bellatalla, Noel McGhie, Roberto Gatto, Paul Lytton                            |
| Austin Texas March 27 1878                               | Carla Bley                                                                    | HiHat             | 1978    | mit Michael Mantler, John Clark, Roswell Rudd, George Lewis, Bob Stewart, Alan Braufman, Gary Windo, Blue Gene Tyranny, Patty Price, Phillip Wilson (vermutlich Raubpressung) |
| Musique Mecanique                                        | Carla Bley                                                                    | Watt              | 1978    | mit Michael Mantler, Roswell Rudd, John Clark, Bob Stewart, Alan Braufman, Gary Windo, Terry Adams, Eugene Chadbourne, Charlie Haden, Steve Swallow, D. Sharpe, Karen Mantler |
| Divine Song                                              | Sangeeta Michael Berardi                                                      | New Pulse Artists | 1979    | mit Roswell Rudd, Archie Shepp, Eddie Gomez, Rashied Ali, Mario Pavone |
| Interpretations of Monk                                  | Muhal Richard Abrams                                                          | DIW               | 1981    | nur auf einigen Titeln mit Don Cherry, Roswell Rudd, Steve Lacy, Charlie Rouse, Richard Davis, Ben Riley; Ansager: Amiri Baraka |
| Interpretations of Monk                                  | Anthony Davis                                                                 | DIW               | 1981    | nur auf einigen Titeln mit Don Cherry, Roswell Rudd, Steve Lacy, Charlie Rouse, Richard Davis, Ben Riley |
| Interpretations of Monk                                  | Barry Harris                                                                  | DIW               | 1981    | nur auf einigen Titeln mit Don Cherry, Roswell Rudd, Steve Lacy, Charlie Rouse, Richard Davis, Ed Blackwell |
| Interpretations of Monk                                  | Mal Waldron                                                                   | DIW               | 1981    | nur auf einigen Titeln mit Don Cherry, Roswell Rudd, Steve Lacy, Charlie Rouse, Richard Davis, Ed Blackwell |
| Associates                                               | Steve Lacy                                                                    | New Tone          | 1992    | Duo Lacy/Rudd in „Pannonica“ |
| Dark Was the Night – Cold Was the Ground                 | Allen Lowe and the American Song Project Featuring Roswell Rudd               | Music & Arts      | 1993    | |
| Darn It! Poems by Paul Haines                            | Paul Haines                                                                   | American Clave    | 1993    | nur auf den Titeln „Darn It! Reprise (Down In Back!)“ und „C’etait dans la nuit“ |
| Terrible                                                 | Terry Adams                                                                   | New World         | 1995    | Bigband |
| Out and About                                            | Steve Swell Quartet                                                           | CIMP              | 1996    | Steve Swell, Roswell Rudd, Ken Filiano, Lou Grassi |
| Hallucinations: Music and Words for William S. Burroughs | Glen Hall                                                                     | Leo               | 1997    | mit Roswell Rudd, Nilan Perara, Allan Molnar, John Gzowski, Kim Ratcliff, Rob Clutton, Don Thompson, John Lennard, Barry Elmes, Georgie McDonald, Judith Merrill |
| Newsense                                                 | Elton Dean                                                                    | Slam              | 1997    | mit Jim Dvorak, Roswell Rudd, Annie Whitehead, Paul Rutherford, Alex Maguire, Marcio Mattos, Roberto Bellatalla, Mark Sanders |
| Swimmers                                                 | The Dave Pier Quintet with Roswell Rudd                                       | Wake Up           | 2000    | Greg Glassman (tp), Roswell Rudd (in „Dead Ends“), Jon Arons, Dave Pier, Jason Kriveloff, Ian Riggs, Qasim Naqvi |
| Seize the Time!                                          | The Nexus Orchestra 2001                                                      | Splasc(H)         | 2001    | mit Herb Robertson, Luca Calabrese, Roswell Rudd, Lauro Rossi, Giancarlo Schiaffini, Beppe Caruso (tb), Renato Geremia (fl,as,sop), Roberto Ottaviano (sop), Riccardo Luppi (as,fl,pic), Achille Succi (as,b-cl), Daniele Cavallanti (ts,bar), Alberto Tacchini (p), Roberto Cecchetto (git), Tito Mangialajo Rantzer, Piero Leveratto, Giovanni Maier (kb), Tiziano Tononi          |
| The Duck’s Palace                                        | Duck Baker                                                                    | Incus             | 1993    | Duo Rudd/Baker in „Pavement Blues“ |
| Dime Grind Palace                                        | Sex Mob                                                                       | Rodeadope         | 2002    | mit Steven Bernstein, Briggan Krauss, Tony Scherr, Kenny Wollesen und den Gastmusikern Roswell Rudd, Marcus Rojas, Doug Wieselman, Scott Robinson, Peter Apfelbaum, Brian Mitchell, John Kruth, Dave Tronzo, Mark Stewart |
| Indestructible                                           | Anita O’Day                                                                   | Kajo              | 2005    | mit Joe Wilder, Steve Fishwick, Roswell Rudd, Tommy Morimoto, Lafayette Harris, Jr., John Colliani, Chip Jackson, Sean Smith, Eddie Locke, Matt Fishwick |
| Monk’s Bones                                             | Monk’s Music Trio                                                             | CMB               | 2004    | mit Max Perkoff, Roswell Rudd, Si Perkoff, Sam Bevan, Chuck Bernstein |
| Concertos                                                | Michael Mantler                                                               | ECM               | 2007–08 | in einem einsätzigen Concerto mit dem Kammerensemble Neue Musik Berlin unter Leitung von Roland Kluttig; Solisten in den anderen Stücken sind Bjarne Roupé, Bob Rockwell, Pedro Carneiro, Majella Stockhausen, Nick Mason |
| Delta Berimbau Blues                                     | Chuck Bernstein                                                               | CMB               | 2007–08 | Bigband |
| Give Peace Some Chants                                   | Charlie Keil & the New York Path to Peace                                     | NY Path to Peace  | 2009    | mit Greg Glassman, Bill Benzon (tp,perc), Steve Swell, Sam Kulik, Roswell Rudd, Bob Hovey (tb,vcl), Charlie Keil (v-tb,perc,vcl), Enrique Fernandez (as,vcl), Don Slatoff (ts,b-cl,vcl), Dan Peck (tu,vcl), Chris Stromquist (dr), Allen Farmelo (perc,vcl) |
| Bassoon Goes Latin Jazz                                  | Daniel Smith                                                                  | Summit            | 2010    | mit Roswell Rudd, Daniel Kelly (p), Sandro Albert (g), Michael O’Brien, (kb), Vincent Ector (dr), Neil Clarke (perc). |
| Blues and the Empirical Truth                            | Allen Lowe Featuring Roswell Rudd, Marc Ribot, Matthew Shipp and Lewis Porter | Music & Arts      | 2010?   | ed. 2011 |
| Cheerin’ Up the Universe                                 | Bob Merrill                                                                   | Accurate          | 2013    | u. a. mit Roswell Rudd, Harry Allen, Russ Gershon, John Medeski, Matthew Fries, John Van Eps, Drew Zingg (g), Nicki Parrott, George Schuller, Vicente Lebron (perc) Gabrielle Agachiko (vcl) |